# Pierre Moreno
Pour les articles homonymes, voir Moreno.
Yves Pierre Edgard Raoul Bouyou dit Pierre Moreno, né le 13 mars 1899 à Touzac (Lot) où il est mort le 9 décembre 1965, est un acteur français.

## Biographie
Cousin de Marguerite Moreno, Pierre Moreno a été le partenaire de la comédienne dans plusieurs films.

## Filmographie
- 1930 : Paris la nuit d'Henri Diamant-Berger : Tomate
- 1931 : Sola, d’Henri Diamant-Berger : Auguste
- 1931 : Pas sur la bouche de Nicolas Evreinoff et Nicolas Rims : Faradel
- 1931 : Miche de Jean de Marguenat
- 1932 : Il est charmant de Louis Mercanton : Ludovic de la Tremblade
- 1932 : La Dame d'en face de Claude Autant-Lara (court métrage)
- 1932 : Adémaï et la Nation armée de Jean de Marguenat (court métrage)
- 1932 : Cognasse de Louis Mercanton
- 1933 : Le Chasseur de chez Maxim's de Karl Anton : La Giclais
- 1934 : La Prison de Saint-Clothaire de Pierre-Jean Ducis : Cabirol
- 1934 : Primerose de René Guissart : le facteur amoureux
- 1934 : Casanova de René Barberis : Castelbougnac
- 1934 : La Reine de Biarritz de Jean Toulout : Prosper
- 1934 : 300 à l'heure de Willy Rozier : le baron Pilou
- 1934 : L'Aristo d'André Berthomieu
- 1934 : Le Vertige de Paul Schiller : le premier valet
- 1935 : Debout là-dedans ! de Henry Wulschleger
- 1936 : Mes tantes et moi d'Yvan Noé
- 1936 : Tout va très bien madame la marquise d’Henry Wulschleger : le valet de chambre
- 1937 : Gigolette d'Yvan Noé : Gustave de Mauperthuis
- 1937 : Boulot aviateur de Maurice de Canonge
- 1938 : La Route enchantée de Pierre Caron : le duc de Bocanegra fils
- 1939 : Le Château des quatre obèses d'Yvan Noé
- 1939 : Ma tante dictateur de René Pujol
- 1941 : Volpone de Maurice Tourneur : le greffier